# Geneva (Geórgia)
Geneva é uma cidade  localizada no estado americano de Geórgia, no Condado de Talbot.

## Demografia
Segundo o censo americano de 2000, a sua população era de 114 habitantes.
Em 2006, foi estimada uma população de 112, um decréscimo de 2 (-1.8%).

## Geografia
De acordo com o United States Census Bureau tem uma área de 2,0 km², dos quais 2,0 km² cobertos por terra e 0,0 km² cobertos por água. Geneva localiza-se a aproximadamente 178 m acima do nível do mar.

## Localidades na vizinhança
O diagrama seguinte representa as localidades num raio de 32 km ao redor de Geneva.